# جيفري هيت
جيفري هيت (5 مارس 1909 – 1 نوفمبر 1988) هو مبارز بالسيف من المملكة المتحدة راحل، مثّل بلاده في الألعاب الأولمبية الصيفية 1936.

## روابط رياضية
جيفري هيت على موقع أوليمبيديا (الإنجليزية)